# Trupanea
Trupanea is een geslacht van vliegen uit de familie van de boorvliegen (Tephritidae).  Het is een groep van kleine fruitvliegjes met grijze  lichamen, hoofdzakelijk gele of geel-grijze hoofden en poten, en vleugels met een kenmerkend patroon van vlekken, punten, lijnen of banden. De soorten komen wereldwijd voor.

## Naamgeving
Jean-Étienne Guettard introduceerde in 1756 de term trupanea (Frans: trupanière) in zijn beschrijving van een aantal verwante vliegensoorten. Guettard gebruikte echter nog niet de binominale nomenclatuur. De meeste auteurs beschouwen daarom Franz Paula von Schrank als wetenschappelijk auteur. Die beschreef in zijn werk Naturhistorische und Ökonomische Briefe über das Donaumoor (1795 of 1796) de soort Trupanea radiata, die automatisch de typesoort van het geslacht werd. Trupanea radiata wordt nu beschouwd als een synoniem van Trupanea stellata (Fuessli, 1775), de kleine stervlekboorvlieg. Louis Agassiz en een aantal andere auteurs gebruikten de naam Trypanea.

## Soorten
De volgende soorten zijn bij het geslacht ingedeeld:
- Trupanea actinobola
- Trupanea ageratae
- Trupanea aira
- Trupanea alboapicata
- Trupanea aldrichi
- Trupanea ambigua
- Trupanea amoena
- Trupanea andobana
- Trupanea antiqua
- Trupanea apicalis
- Trupanea arboreae
- Trupanea argentina
- Trupanea arizonensis
- Trupanea artemisiae
- Trupanea asteria
- Trupanea asteroides
- Trupanea aucta
- Trupanea austera
- Trupanea basiflava
- Trupanea basistriga
- Trupanea beardsleyi
- Trupanea bidensicola
- Trupanea bifida
- Trupanea bisdiversa
- Trupanea bisetosa
- Trupanea bisreducta
- Trupanea bistigmosa
- Trupanea bistriga
- Trupanea bonariensis
- Trupanea brasiliensis
- Trupanea brevitarsis
- Trupanea browni
- Trupanea brunneipennis
- Trupanea bullocki
- Trupanea caerulea
- Trupanea californica
- Trupanea candida
- Trupanea celaenoptera
- Trupanea centralis
- Trupanea chariessa
- Trupanea chilensis
- Trupanea chrysanthemifolii
- Trupanea colligata
- Trupanea completa
- Trupanea conjuncta
- Trupanea constans
- Trupanea convergens
- Trupanea cosmia
- Trupanea crassipes
- Trupanea crassitarsis
- Trupanea cratericola
- Trupanea curvata
- Trupanea cuspidiflexa
- Trupanea cyclops
- Trupanea dacetoptera
- Trupanea daphne
- Trupanea dealbata
- Trupanea decepta
- Trupanea decora
- Trupanea dempta
- Trupanea denotata
- Trupanea digrammata
- Trupanea diluta
- Trupanea discyrta
- Trupanea distincta
- Trupanea diversa
- Trupanea dubautiae
- Trupanea dubia
- Trupanea dumosa
- Trupanea durvillei
- Trupanea eclipta
- Trupanea edwardsi
- Trupanea erasa
- Trupanea erigeroni
- Trupanea excepta
- Trupanea extensa
- Trupanea falcata
- Trupanea femoralis
- Trupanea fenwicki
- Trupanea flavivena
- Trupanea foliosi
- Trupanea footei
- Trupanea formosae
- Trupanea furcifera
- Trupanea glauca
- Trupanea gratiosa
- Trupanea guimari (Becker, 1908)
- Trupanea guttistella
- Trupanea helota
- Trupanea hendeli
- Trupanea heronensis
- Trupanea horologii
- Trupanea imperfecta
- Trupanea inaequabilis
- Trupanea infissa
- Trupanea inscia
- Trupanea insularum
- Trupanea intermedia
- Trupanea isolata
- Trupanea jonesi
- Trupanea joycei
- Trupanea keralaensis
- Trupanea kraussi
- Trupanea latinota
- Trupanea lignoptera
- Trupanea lilloi
- Trupanea limpidapex
- Trupanea lipochaetae
- Trupanea longipennis
- Trupanea lunifrons
- Trupanea lyneborgi
- Trupanea maculaminuta
- Trupanea maculigera
- Trupanea mallochi
- Trupanea marginalis
- Trupanea megaspila
- Trupanea melantherae
- Trupanea metoeca
- Trupanea mevarna
- Trupanea modesta
- Trupanea multisetosa
- Trupanea mutabilis
- Trupanea neodaphne
- Trupanea nigricornis
- Trupanea nigricornuta
- Trupanea nigripennis
- Trupanea nigriseta
- Trupanea notata
- Trupanea novarae
- Trupanea nubilata
- Trupanea nudipes
- Trupanea nymphula
- Trupanea obsoleta
- Trupanea ochthlera
- Trupanea okinawaensis
- Trupanea omphale
- Trupanea oppleta
- Trupanea opprimata
- Trupanea orfila
- Trupanea ornum
- Trupanea pantosticta
- Trupanea paradaphne
- Trupanea paragoga
- Trupanea paraplesia
- Trupanea patagonica
- Trupanea paupercula
- Trupanea pekeloi
- Trupanea pennula
- Trupanea pentheres
- Trupanea pentziana
- Trupanea perkinsi
- Trupanea peruviana
- Trupanea phrycta
- Trupanea pictofracta
- Trupanea platensis
- Trupanea plaumanni
- Trupanea pollens
- Trupanea polyclona
- Trupanea porteri
- Trupanea proavita
- Trupanea prolata
- Trupanea prominens
- Trupanea propinqua
- Trupanea pseudoamoena
- Trupanea pseudodaphne
- Trupanea pseudovicina
- Trupanea pteralis
- Trupanea pterostigma
- Trupanea pubescens
- Trupanea pusilla
- Trupanea putata
- Trupanea queenslandensis
- Trupanea radifera
- Trupanea reducta
- Trupanea renschi
- Trupanea repleta
- Trupanea richteri
- Trupanea rufa
- Trupanea sandoana
- Trupanea sarangana
- Trupanea sedata
- Trupanea semiguttata
- Trupanea setifrons
- Trupanea shaula
- Trupanea signata
- Trupanea simpatrica
- Trupanea simplex
- Trupanea sirhindiensis
- Trupanea solivaga
- Trupanea spadix
- Trupanea stellata
- Trupanea stenoptera
- Trupanea stulta
- Trupanea subsetosa
- Trupanea superdecora
- Trupanea swezeyi
- Trupanea syrmophora
- Trupanea teitensis
- Trupanea terryi
- Trupanea tersa
- Trupanea texana
- Trupanea thuriferae
- Trupanea tianmushana
- Trupanea tubulata
- Trupanea tucumanensis
- Trupanea unimaculata
- Trupanea unimaculosa
- Trupanea watti
- Trupanea vernoniae
- Trupanea wheeleri
- Trupanea vicina
- Trupanea viciniformis
- Trupanea vitiosa
- Trupanea vittigera
- Trupanea vulpina
- Trupanea xanthochaeta
- Trupanea zonata